# Усть-Хайрюзово
Усть-Хайрюзово  (рос. Усть-Хайрюзово) — село у Тигільському районі Камчатського краю Російської Федерації.
Населення становить 778 осіб (2018). Входить до складу муніципального утворення село Усть-Хайрюзово.

## Історія
До 1 червня 2007 року у складі Коряцького автономного округу Камчатської області, відтак у складі Камчатського краю. Згідно із законом від 2 грудня 2004 року органом місцевого самоврядування є село Усть-Хайрюзово.

## Населення
| 1926 | 2002  | 2010 | 2012 | 2013 | 2014 | 2015 |
| ---- | ----- | ---- | ---- | ---- | ---- | ---- |
| 28   | ↗1345 | ↘934 | ↘925 | ↗938 | ↘902 | ↘880 |
| 2016 | 2017  | 2018 |      |      |      |      |
| ↘853 | ↘802  | ↘778 |      |      |      |      |